# سترونج هولد 2
سترونج هولد 2 (بالإنجليزية: Stronghold 2) هي لعبة فيديو من نوع، صدرت في 2005. وهي متوفرة على أجهزة ويندوز . اللعبة من تطوير فايرفلاي ستوديوز وهي من نشر تو كي جيمز.

## انظر ايضاً
- كلاش أوف كينغز